# Namiętności (film 1996)
Namiętności – amerykański melodramat z 1996 roku.

## Główne role
- Robert Redford - Warren Justice
- Michelle Pfeiffer - Sally/Tally Atwater
- Stockard Channing – Marcia McGrath
- Joe Mantegna - Bucky Terranova
- Kate Nelligan - Joanna Kennelly
- Glenn Plummer - Ned Jackson
- James Rebhorn - John Merino
- Scott Bryce - Rob Sullivan
- Raymond Cruz - Fernando Buttanda
- Dedee Pfeiffer - Luanne Atwater

i inni

## Fabuła
Sally Atwater szuka pracy w telewizji. Wysyła swoje taśmy do stacji telewizyjnych. W końcu dostaje posadę sekretarki w WMIA w Miami. Jej talent zauważa doświadczony dziennikarz Warren Justice. Dzięki niemu zostaje "pogodynką", a potem prezenterką wiadomości...

## Nagrody i nominacje
Oscary za rok 1996
- Najlepsza piosenka - Because You Loved Me - muz. i sł. Diane Warren (nominacja)

Złote Globy 1996
- Najlepsza piosenka - Because You Loved Me - muz. i sł. Diane Warren (nominacja)